# Спортивная гимнастика на летних Олимпийских играх 2000 — разновысокие брусья
Соревнования по выступлениям на разновысоких брусьях среди женщин в спортивной гимнастике на Летних Олимпийских играх 2000 года состоялись с 17 по 24 сентября в спорткомплексе «Сидней СуперДом». Олимпийской чемпионкой стала представительница России Светлана Хоркина, серебряные и бронзовые медали завоевали китаянки Лин Цзе и Ян Юнь. Примечательно, что в финале выступали сразу пять представительниц бывшего СССР (по две от России и Украины и одна представительница Беларуси).

## Результаты

### Квалификация
В квалификационном раунде 17 сентября участвовали 83 гимнастки, из которых восемь лучших пробились в финал 24 сентября. Каждая страна выдвигала не более двух гимнасток в финале.

### Финал
| Место | Гимнастка                  | Результат |
| ----- | -------------------------- | --------- |
|       | Светлана Хоркина Россия    | 9.862     |
|       | Лин Цзе Китай              | 9.837     |
|       | Ян Юнь Китай               | 9.787     |
| 4     | Виктория Карпенко Украина  | 9.775     |
| 5     | Татьяна Жарганова Беларусь | 9.737     |
| 6     | Ольга Рощупкина Украина    | 9.725     |
| 7     | Елена Продунова Россия     | 9.650     |
| 8     | Эльвир Теза Франция        | 9.512     |